# Дібрівський кінний завод
Дібрівський кінний завод — один з найдавніших та найбільших центрів розведення рисистих коней в Україні.

## Історія
У місцині, на котрій згодом було зведено завод, розводили коней принаймні від часів її перебування у володінні Кочубеїв, а згодом Муравйових-Апостолів. Опісля кількох змін власників територія потрапила до Дмитра Романова, за часів котрого було побудовано додаткові стайні, манежі та іподром. У 1889-му відкрито школи жокеїв, ветфельдшерів та інших супутніх спеціальностей. Розширення інфраструктури створило умови для розвитку племінного конярства. Під час революції 1905—1907, внаслідок невиконання умов щодо збільшення заробітної платні працівникам, будівлі та стайні заводу було спалено.
За радянських часів завод вважався провідним з рисистого конярства загалом та орловської породи зокрема. Опісля проголошення Незалежності, головним чином від 2010-х, мали місце проблеми щодо подальшої діяльності підприємства.